# Predrag Novaković
Predrag Novaković, slovenski arheolog in pedagog, * 18. september
1963, Postojna.
Diplomiral je iz arheologije na Filozofski fakulteti Univerze v Ljubljani. Po diplomi je študij en semester nadaljeval na Univerzi v Durhamu (Velika Britanija), nato pa doktoriral iz arheologije na Filozofski fakulteti Univerze v Ljubljani. Kot raziskovalec se ukvarja z arheološko teorijo, zgodovino vede, prostorsko in krajinsko arheologijo, geografskimi informacijskimi sistemi in arheološko metodologijo. V letih 1998–2000 je bil gostujoči predavatelj na Dipartimento di Scienze Archeologiche, Università degli Studi, Pisa (Italija). Od leta 1993 je zaposlen na Oddelku za arheologijo Filozofske fakultete Univerze v Ljubljani, kjer kot redni profesor poučuje zgodovino arheologije, arheološko teorijo, prostorsko in krajinsko arheologijo ter geografske informacijske sisteme.
  Izbrana bibliografija.